# Paul Landers

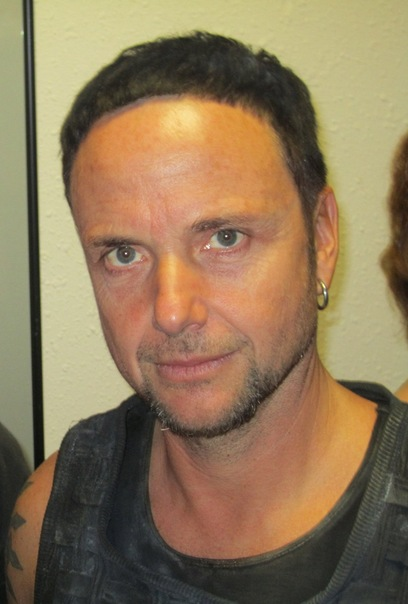
Paul Landers, 2011

Paul Landers (* 9. Dezember 1964 in Ost-Berlin als Heiko Paul Hiersche) ist ein deutscher Musiker. Er ist Rhythmusgitarrist der Rockband Rammstein. Zuvor gehörte er der DDR-Funpunk-Band Feeling B an, die zwischen 1983 und der politischen Wende 1989 die alternative Musikszene der DDR prägend beeinflusste und kurz vor dem Mauerfall das erste offizielle Punk-Album des staatseigenen Labels Amiga aufnahm.

## Leben
Paul Landers wurde als Sohn der Slawisten Anton und Erika Hiersche geboren. Seine Mutter stammt aus dem ostpreußischen Lyck, heute Ełk im polnischen Masuren, sein Vater aus Böhmisch-Kahn, heute Velké Chvojno, Tschechien. Beide mussten im Zuge der Vertreibung der Deutschen nach dem Zweiten Weltkrieg ihre Heimat verlassen und lernten sich während ihres Studiums in Halle (Saale) kennen. Landers’ Eltern waren zu DDR-Zeiten überzeugte Sozialisten.
Landers wuchs im Berliner Ortsteil Baumschulenweg auf, der zum Bezirk Treptow-Köpenick gehört. Als er acht Jahre alt war, gingen seine Eltern mit ihm und seiner drei Jahre älteren Schwester nach Moskau. Seine Mutter lehrte dort an einer Fachhochschule für Außenwirtschaft Russisch, sein Vater, der in Berlin am Zentralinstitut für Literaturgeschichte tätig war, erforschte als Kulturwissenschaftler die sowjetische Literatur. Nach einem Jahr kehrten sie zurück in die DDR und lebten wieder im selben Ost-Berliner Ortsteil.
Nach der Schule absolvierte Landers eine Lehre als Funk- und Fernmeldemechaniker im VEB Funk- und Fernmeldeanlagenbau an der Storkower Straße in Ost-Berlin. Während seiner Ausbildungszeit wurde er nach eigenen Angaben an verschiedenen Orten eingesetzt, unter anderem im VEB Bärensiegel Berlin, im Institut für Kosmosforschung in Berlin-Adlershof, im VEB Elektrokohle in Berlin-Lichtenberg und sogar in der Telefonzentrale im FDJ-Zentralratsgebäude im Zollernhof, wo er in einer Pause den Text zum späteren Feeling-B-Song Am Horizont verfasste. Dort und an anderen Einsatzstellen sammelte er Erfahrungen, die bei ihm erste Zweifel an der Sinnhaftigkeit des DDR-Grundgedankens des Volkseigentums weckten, da viele seiner Kollegen verschwenderisch und gleichgültig mit den Rohstoffen und Produkten umgingen.
Nach Ende seiner Ausbildung war er bereits als Musiker so aktiv, dass er seinen gelernten Beruf nicht mehr ausübte. Um der in der DDR geltenden Arbeitspflicht – Amateurmusiker durften dort nicht in Vollzeit musizieren – nachzukommen, verdiente er Geld mit Halbtagsstellen. Unter anderem war er als Heizer in der Treptower Stadtbibliothek tätig. Durch eine Bescheinigung seiner Musikschule entging er dem Dienst in der NVA. Krankschreibungen und eine Briefkastenadresse halfen ihm auch bis zum Ende der DDR, nicht eingezogen zu werden.
Auf der Ostseeinsel Hiddensee lernte er im Alter von 20 Jahren die zwei Jahre jüngere Leipzigerin Nikki Landers kennen – er zog aus seinem Elternhaus aus, heiratete sie und nahm ihren Nachnamen an. Schon einige Zeit zuvor – nach eigenen Angaben, als er anfing, sich regelmäßig zu Bandproben im Bezirk Prenzlauer Berg aufzuhalten – hatte er seinen ersten Vornamen Heiko mit seinem zweiten Namen Paul vertauscht, ließ Heiko am Ende komplett wegfallen. Sein Vater verwendet den Vornamen Heiko bis heute.
Die Ostberliner Band die anderen widmete Landers und seiner Frau – inspiriert von dem Bedürfnis der beiden, sich so früh zu binden – seinerzeit den Song Pauls Hochzeit.
Landers lebte mit seiner Frau in einer illegal besetzten Wohnung in der Berliner Invalidenstraße. Die Ehe scheiterte, im Alter von 22 Jahren ließ er sich scheiden. Im Anschluss zog er mit seinem Bandkollegen Christian „Flake“ Lorenz in der Fehrbelliner Straße 9 in eine Wohngemeinschaft. Auch diese Wohnung hatten beide nach eigenen Angaben zunächst besetzt. Einen offiziellen Mietvertrag erhielten sie erst einige Monate später. Zwei Häuser weiter, in der Fehrbelliner Straße 7, befand sich die Wohnung ihres Bandleaders Aljoscha Rompe, in dessen Domizil die Band Feeling B ab 1983 probte.
1990 wurde Landers Vater des heutigen Schauspielers und twocolors-Musikers Emil Reinke, dessen Band im Jahr 2019 einen Remix zu der Single Radio von Landers’ Band Rammstein verantwortete.
Die Beziehung zur Mutter Reinkes endete bereits nach einigen Jahren, noch in der Frühphase der Band Rammstein.
Seit Ende der 1990er Jahre ist Landers mit einer Friseurin und Visagistin liiert und hat mit ihr seit 2001 eine gemeinsame Tochter.

## Musikalischer Werdegang

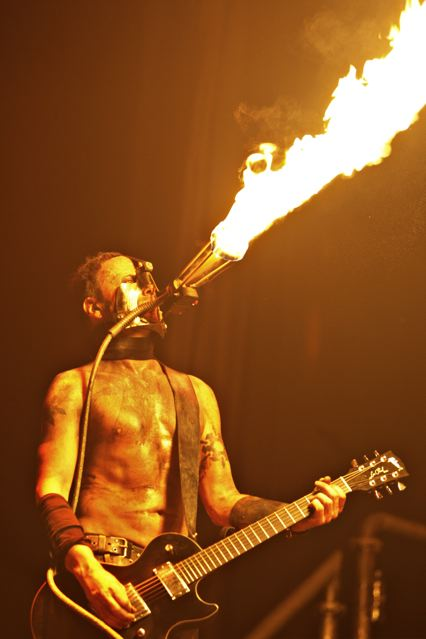
Landers während der LIFAD-Tour in Berlin, 2009

Als Landers 13 Jahre alt war, veranlassten seine Eltern, dass er wie seine ältere Schwester Klavierunterricht erhielt. Nach kurzer Zeit wechselte er zur Klarinette und schließlich zur Gitarre. Bei Konzerten der Formation Keks notierte er sich die Griffe im Gedächtnis und übte diese zu Hause vor dem Spiegel. Er meldete sich in der Folgezeit an der Musikschule Friedrichshain in der Abteilung Tanzmusik für den Unterricht an der E-Gitarre an. Die Aufnahmeprüfung bestand er mit einer Improvisation auf der Gitarre. Neben der Gitarre spielt Landers in seiner Freizeit auch Schlagzeug.
Seine Fähigkeiten an seinem Hauptinstrument stufte Landers noch Jahre nach den ersten großen Rammstein-Erfolgen wie folgt ein:

„Gitarrespielen hab ich bis heute eigentlich nicht richtig gelernt. Ehe ich den klassischen Rockgriff begriff, musste ich erst ein paar Mal in Konzerte rennen.“

Seit den frühen 1980er Jahren war Landers als Gitarrist, aber vereinzelt auch mit anderen Instrumenten in Bands aktiv oder agierte für zahlreiche andere Gruppen als Tontechniker.

### Feeling B
Von 1983 bis 1993 gehörte Landers als Gitarrist der Fun-Punk-Band Feeling B an. Hier zählt er zur Erstbesetzung. Die Band erspielte sich innerhalb der DDR einen hohen Bekanntheitsgrad, obwohl sie – trotz einer sogenannten staatlichen Einstufung und der auf dieser Basis erteilten offiziellen Spielerlaubnis – niemals professionell und erst nach der Wende kommerziell erfolgreich arbeitete.
Feeling B bestand im Kern aus drei Musikern: dem 1947 geborenen und damit fast doppelt so alten Aljoscha Rompe, dem bei Gründung 18-jährigen Landers und dem zwei Jahre jüngeren Christian „Flake“ Lorenz.
Feeling-B-Gründer Rompe hatte Landers über den ersten Drummer der Band, Alexander Kriening (ab 1984 bei Rosa Extra), kennengelernt. Kriening hatte mit Rompe schon in dessen früherer Combo Feeling 14 gespielt. 1982 waren er und Landers bei einem Konzert im Kulturpark Plänterwald ins Gespräch gekommen, Landers hatte dem gleichaltrigen Kriening in der Folge seine musikalischen Ideen vorgespielt. Als Rompe ein Jahr später Musiker für eine neue Band suchte, erinnerte sich Kriening an Landers. Das erste Zusammentreffen von Landers und Rompe Ende März 1983 in Berlin-Prenzlauer Berg machte auf den eher in behütetem Wohnumfeld aufgewachsenen Landers Eindruck. Er notierte nach einem der ersten Treffen:

„Gestern war ich in der Unterwelt, zusammen mit Kriening. Wir waren bei einem Musiker, vorne Glatze, Locken, lila Tuch, widerliches, sinnloses Gekreisch, […]. Unterm Dach bei ihm probte eine Punkband. Ich weiß nicht, ob ich wirklich Musiker werden will. […] Kam mir vor wie jemand, der in ein Kinderheim kommt, weit weg von allen Freunden.“

Er verwarf seine Zweifel jedoch schnell, da ihn Rompes Wohnung an der Fehrbelliner Straße 7 und dessen Lebensstil als Pendler zwischen Ost- und West-Berlin beeindruckte und weil er sich sorgte, etwas zu verpassen. Er wurde Gitarrist von Feeling Berlin, wie sich die Gruppe zunächst nannte.
Nur wenige Wochen später lernte Landers den damals 16-jährigen Christian „Flake“ Lorenz als neuen Feeling-B-Bandkollegen kennen. Schlagzeuger Kriening warb Lorenz auf der Suche nach einem Ersatz für den ausgefallenen Bassisten Otto Leimer, kurz „Bass-Otto“, an. Lorenz hatte erst kurz zuvor von seinen Eltern eine eigene Weltmeister-Orgel erhalten, die aus technischer Sicht in der Lage war, einen Bass zu ersetzen. Landers und Lorenz wurden im Verlauf der nächsten Bandjahre zu ständigen musikalischen Wegbegleitern, die bereits zu DDR-Zeiten oft als Duo gesehen wurden und bis heute durchgehend direkte Bandkollegen sind – aktuell bei Rammstein.
Kriening, der die Feeling-B-Mitglieder zusammengeführt hatte, verließ die Band 1984 nach eineinhalb Jahren. Alle weiteren Schlagzeuger und andere Musiker, die von da an bei Feeling B mitspielten, wurden von Rompe, Lorenz und Landers als Gäste verpflichtet und auch so behandelt. So kam Landers Jahre später bei Feeling B mit einem zweiten seiner späteren Rammstein-Kollegen in Kontakt: Schlagzeuger Christoph Schneider hatte diesen Gaststatus zwischen 1990 und 1993 inne. Landers hatte ihn in seiner zweiten Band Die Firma kennengelernt und holte ihn zu Feeling B. Schneider machte mit Landers und dessen Anspruch damals nicht nur positive Erfahrungen. So äußerte er Anfang der 2000er Jahre in einem Buch über Feeling B:

„Es war nicht einfach, ein komplettes Feeling-B-Konzert durchzustehen. Da musste man schon enorme Ausdauer und Kraft mitbringen, die spielten immer Vollgas! […] Paul hatte strenge Kriterien, er hat selbst gern Schlagzeug gespielt. Er hat mir oft geholfen, indem er mich ganz unverblümt kritisierte. Er kann einem schon das ganze Selbstbewusstsein rauben. Er meckert heute noch manchmal mit mir rum.“

### Die Firma
1986 stieg Landers als Gitarrist bei der teilweise systemkritisch textenden Gruppe Die Firma ein, bei der er Ersatz für den ursprünglichen Gitarristen Key Pankonin war. Dort spielte er unter anderem neben der Bassistin und Sängerin Tatjana Besson und dem Bandgründer, Sänger und Keyboarder Frank Trötsch Tröger. Beide waren Inoffizielle Mitarbeiter der Stasi, wie sich Anfang der 1990er Jahre herausstellte. Ein weiterer Bandkollege von ihm war dort Faren Matern (Bass, Gesang) – dieser ist seit der Gründung von Rammstein als Lichttechniker Teil der Tourcrew und war 2017 einer von zwei Lighting Directors der Festivaltour.
Am 17. Oktober 1987 gab Landers gemeinsam mit seinen Firma-Bandkollegen und der westdeutschen Gruppe Element of Crime in der Ost-Berliner Zionskirche vor 500–600 Menschen – andere Quellen sprechen von 2000 Besuchern – ein Konzert, das von etwa 30 ost- und westdeutschen rechtsgerichteten Skinheads überfallen wurde.
Im Zuge der nachfolgenden Ermittlungen zu dem Vorfall bestellte die Stasi Landers mehrfach in die Volkspolizei-Inspektion Berlin-Mitte ein. Tatsächlich hatte das MfS schon im März 1987 nach dem Besuch einer großen Privatparty gegen ihn den sogenannten IMS-Vorlauf Paul eröffnet, eine Art Vorstufe zum Anwerbeversuch. Die Party war bespitzelt worden, da sich dort Ausreisewillige, Wehrdienstverweigerer, Musiker der sogenannten anderen Bands, zu denen auch Landers’ Gruppen zählten, sowie Angehörige der Kirche von Unten aufgehalten hatten. In den Monaten danach hatte das MfS ihn in seinem Wohnumfeld und auf der Arbeit ausgespäht.
Den Überfall nutzte das Ministerium nun, um in Gesprächen mit Landers herauszufinden, ob er als IM anwerbbar sei. Dieser verhielt sich aber unkooperativ, erzählte hinterher das Erlebte bewusst in seinem Umfeld weiter und erschien ab der fünften Einbestellung nicht mehr, sodass der Anwerbeversuch zwei Jahre nach dem Skinhead-Überfall mit folgendem Abschlussvermerk aufgegeben wurde:

„Von Anbeginn zeigte er eine ablehnende Haltung zu den bewaffneten Organen der DDR. Nur widerwillig gab er zu den gestellten Fragen Auskunft. Wegen Perspektivlosigkeit wird der IMS-Vorlauf […] archiviert.“

Landers spielte bei Die Firma bis einschließlich 1991 (parallel zur Tätigkeit bei Feeling B) mit, wurde dann jedoch von seinen Bandkollegen aufgefordert, sich aus Zeitgründen für eine der beiden Bands zu entscheiden. Er stieg daraufhin bei der Firma aus, arbeitete nach eigenen Angaben bei Konzerten der Gruppe noch als Tontechniker mit. Landers zufolge hatte er sich auch wegen der IM-Outings seiner beiden Bandkollegen Besson und Tröger gegen einen Verbleib bei Die Firma entschieden, da er das Singen der systemkritischen Texte von nun an als unglaubwürdig empfand. Sein Nachfolger wurde sein späterer Rammstein-Bandkollege Richard Z. Kruspe.

### Die Magdalene Keibel Combo und weitere Projekte
Ein weiteres musikalisches Nebenprojekt von Landers war Die Magdalene Keibel Combo, mit der er und sein Feeling-B-Kollege Flake in der zweiten Hälfte der 1980er Jahre auftraten. Der Bandname war eine scherzhafte Anspielung auf das Ministerium für Staatssicherheit – in der Ost-Berliner Magdalenenstraße ansässig – und auf das Polizeipräsidium Alexanderplatz, das sich inklusive eines Untersuchungsgefängnisses bis 1990 an der Keibelstraße befand. Der musikalische Ansatz, den Landers und sein Bandkollege in dieser Formation verfolgten, war experimentell: Hier probierten beide nach eigenen Angaben die Ideen aus, die ihr Feeling-B-Kollege Rompe ablehnte. Auch die Magdalene Keibel Combo holte sich für ihre Auftritte Gastschlagzeuger dazu. Aber hier durften diese die Lieder der beiden vorher nicht kennen – im Gegensatz zum Arbeitsauftrag eines Trommlers bei Feeling B, von dem Vorbereitung erwartet wurde, um mithalten zu können.
Landers sagte Anfang der 2000er Jahre in einem Interviewbuch über die Magdalene Keibel Combo:

„Wir haben mit Stegreif-Texten gearbeitet und versucht, technische Innovationen zu benutzen. Wir haben meist in kleinen Clubs gespielt und da Kontakt-Mikros an die Fenster, auf die Erde und auf Feuerlöscher geklebt. Einmal hat unser Schlagzeuger statt mit einer Fußtrommel mit einem Feuerlöscher gespielt. […] Feeling B war mehr Trinken und harte Musik, die Keibel Combo war mehr Faxenmachen und technische Verzettelungen.“

Der Journalist Ronald Galenza, Co-Herausgeber des besagten Interviewbuchs, schreibt in seinem Vorwort über einen Auftritt der Magdalene Keibel Combo, den er in den Achtzigerjahren im Haus der jungen Talente in Ost-Berlin mitverfolgte:

„An gewöhnlichen Tagen rockte hier der sozialistische Einheitsbrei die Angepassten und Mutlosen. […] Eines Abends stand eine seltsam anmutende Formation mit einem beziehungsforschen Namen auf dem Programm: die Magdalene Keibel Combo! […] Welch ein Hauptspaß, die szenebekannten Flake und Paul betraten die Bühne und inszenierten orgiastischen Lärm. Einige stöhnten: ‚Oh nein, schon wieder diese Verrückten!‘ Die boten tatsächlich sinnfrei-absurden Krach, irgendwo zwischen quietschendem Dada, rebellierendem Futurismus und scheppernder Selbstbehauptungs-Ironie.“

Mit der Magdalene Keibel Combo veröffentlichte Landers im Jahr 1988 die Kassette Das gemeine Reitbein. Teile des dort enthaltenen Liedes Klaus Kinski tauchen gut erkennbar beim 1994er Rammstein-Song Heirate mich wieder auf. Dass einige späte Stücke der Vorgängerbands der verschiedenen Rammstein-Mitglieder für die neue Gruppe übernommen wurden, wurde durch verschiedentliche Interviewäußerungen, in diesem Fall durch den Bandkollegen Schneider, einige Jahre später bestätigt. Die Magdalene Keibel Combo hat sich Flake Lorenz zufolge bis heute nicht offiziell aufgelöst.
Landers war parallel zu den vorgenannten Aktivitäten noch in zahlreiche andere Musik- und Kunstprojekte involviert. Nach eigenen Angaben war er auch unter anderem Klarinettist bei einem Projekt der Band Tacheles, die im Zusammenhang mit dem gleichnamigen Kunsthaus Tacheles in der Oranienburger Straße in Berlin entstand. Er war zudem für eine Weile als Gitarrist und Klarinettist bei Kashmir engagiert, übernahm 1986 zeitweilig die Gitarre bei den Happy Straps und war 1987/1988 zweiter Gitarrist bei der Band B.R.O.N.X.
Er war 1987/88 am Aufbau des Multimedia-Projektes NEW AFFAIRE beteiligt. Mit dem künstlerischen Kopf der Show, Armin Bautz, hatte Landers die Musikschule Friedrichshain besucht. Bei den ersten Liveauftritten im Berliner HdjT und zum OFF GROUND im Lindenpark Potsdam spielte Landers das elektronische Schlagzeug. 1987 wirkte er mit der Band Die Firma bei dem Projekt Törnen – ein mecklenburg environment. des Performance-Künstlers Holger Stark mit. Zusammen mit dem Musiker und heutigen Mastering Engineer Bo Kondren begleitete er unter dem Namen Doom Desaster eine Lyriklesung von Bert Papenfuß-Gorek und trat gemeinsam mit Kondren, dem Sänger Klaus Maus sowie dem Schriftsteller und Performance-Künstler Peter ScHappy Wawerzinek auf.
Darüber hinaus spielte Landers aushilfsweise Gitarre in der Band First Arsch seines späteren Rammstein-Kollegen Till Lindemann. Diesen hatten er und Christian Flake Lorenz kennengelernt, nachdem Feeling B für Dreharbeiten zu dem DEFA-Film flüstern & SCHREIEN – Ein Rockreport in Lindemanns Wohnort Hohen Viecheln gespielt hatte. Mit First Arsch veröffentlichte Landers 1992 als Gitarrist – an der Seite von Lindemann, seinem späteren Rammstein-Kollegen Richard Z. Kruspe und dem Sänger Jörg E. Mielke – das Album Saddle Up.
Für etliche Bands, in denen er nicht selbst spielte, betätigte sich Landers zudem als Produzent. So berichteten beispielsweise Olaf Tost und Stefan Schüler, Musiker der Band die anderen, im Januar 1987 in der DT64-Rocksendung Parocktikum, Landers sei bei den Aufnahmen zu ihrem ersten Demotape für den Ton verantwortlich gewesen.
Nach dem Mauerfall war Paul Landers als Helfer in mehreren besetzten Häusern in Ost-Berlin aktiv, die zu Kulturtreffs ausgebaut wurden. Unter anderem half er in der von seinem Feeling-B-Kollegen Rompe besetzten Schönhauser Allee 5 beim Einbau eines Tonstudios. Im Tacheles erhielt er nach eigenen Angaben eine ABM-Stelle als Tontechniker und baute aus gebrauchten Teilen die Tonanlage des Kunsthauses zusammen. Im Zusammenhang mit seiner Bandzugehörigkeit zu Die Firma übernahm er auch Wachdienste im ebenfalls besetzten Undergroundclub Eimer an der Rosenthaler Straße, der seinerzeit wie viele besetzte Häuser Ziel von Skinhead-Überfällen war.

### Ausstieg bei Feeling B und musikalischer Einfluss
Landers’ Hauptband Feeling B ging Ende 1993/Anfang 1994 auseinander – kurze Zeit, nachdem er seinen Ausstieg angekündigt hatte. In der Rückschau gestehen verschiedene Wegbegleiter und auch DDR-Musikfachleute ihm einen nicht unerheblichen Einfluss auf das musikalische Wirken der Band Feeling B zu, obwohl er und Lorenz offiziell stets Sänger Rompe als „Kopf der Band“ bezeichneten.
So äußerte sich Wolf-Dietrich Fruck, verantwortlicher Redakteur des DDR-eigenen Plattenlabels Amiga, das 1989 mit Feeling B Aufnahmen für das erste offizielle DDR-Punkmusik-Album Hea Hoa Hoa Hea Hea Hoa machte:

„Schon 1987 [Anm.: Jahr der ersten Amiga-Aufnahmen mit Feeling B für die sogenannten Kleeblatt-Sampler] hatte sich herausgestellt, dass Paul Landers der eindeutige musikalische Kopf von Feeling B war. Beim Album kann er sich mit Fug und Recht als Produzent bezeichnen, wobei der Tonmeister Gerd Puchelt sicher ein etwas unbequemer, aber letztlich sehr hilfreicher Partner für ihn war.“

Auch bei den Folgealben Wir kriegen euch alle und Die Maske des roten Todes, deren Produktion die Band aus eigener Tasche bezahlte, übernahm Landers die Federführung im Tonstudio.
Der Schauspieler Henry Hübchen, ein Studienkollege Rompes, sagte über die Band und über Landers:

„Nach meinem Weggang von der Humboldt-Uni hatte ich Aljoscha lange nicht mehr gesehen. […] Ich glaubte noch, er wäre Physiker geworden, aber er hatte Lederhosen an und rannte hektisch Rock’n’Roll-mäßig umher. […] Mich hat Feeling B überraschend beeindruckt, besonders der Gitarrist. Der hopste da rum und spielte sehr eigen Gitarre, der hatte Elan und Energie.“

Regisseur und Dramaturg Jochen Wisotzki, der Landers im Zuge der von 1985 bis 1988 laufenden Produktionsphase zum Film flüstern & SCHREIEN kennenlernte, war ähnlicher Meinung:

„[…] auf einmal entdeckte ich, Paul […] hat so was Fröhliches, aber darin etwas ganz Klares, was Entschiedenes, was Ernstes. Ich hab ihn damals bewundert […]. Paul gehörte für mich zu diesen jungen Leuten, die sich ziemlich klar für eine Sache entschieden hatten, sie durchziehen, und das auch ganz aus dem Bauch begründen können.“

Landers entschloss sich Ende 1993 nach einem Weihnachtskonzert in der Berliner Kulturbrauerei, Feeling B zu verlassen. Er wollte musikalisch neue Wege einschlagen. Schon einige Zeit zuvor hatte Bandgründer und Sänger Aljoscha Rompe es abgelehnt, ein von ihm, Schneider und Lorenz bereits weitgehend fertig komponiertes viertes Feeling-B-Album einzusingen, weil ihm der Musikstil – härter, elektronischer, weniger improvisiert – nicht mehr zusagte. Über den Abend des Ausstiegs sagte Landers später:

„Das Konzert war wieder grauenvoll, plötzlich hab ich ganz klar gesehen, ich will das nicht mehr. Ich will Aljoscha nicht mehr quälen, dass er im Rhythmus bleibt, ich will ihn nicht quälen, dass er die Melodien richtig singt, ich will ihn nicht quälen, dass er moderne Rhythmen annimmt. Er ist, wie er ist, ich kann ihn nicht dafür verantwortlich machen, wenn ich nicht weiterkomme. Also muss ich aussteigen.“

Landers’ Ausstiegsbekundung und die des dritten Mitglieds, Flake Lorenz, der sich Landers anschloss – nahm Rompe zunächst nicht ernst und sprach in Interviews oft von einer Bandpause. Später sagte er aber über Landers Entscheidung:

„Im Osten gab es keinen Kommerz […]. Jetzt im Westen gibt es Kommerz und da ist es bestimmt für den einen oder anderen von Feeling B ein Problem gewesen, dass ich der Bremser war. […]  Was spezifisch Paul betrifft: Er hat in Rammstein genau die Band gefunden, wo er immer hin wollte.“

Beim offiziellen Feeling-B-Abschiedskonzert, das am Pfingstwochenende 1994 beim Steinbrücken Open Air stattfand, spielte Landers gemeinsam mit Lorenz noch mit.
Landers stand am selben Wochenende aber noch ein zweites Mal auf der Bühne in Steinbrücken – jetzt mit seiner neuen Band Rammstein. Mit dem Organisator des Festivals, Uwe Hager, war Landers freundschaftlich bekannt, da er dort regelmäßig auftrat: das erste Mal im Jahr 1986 mit Die Firma, ab 1987 kam er sechs Jahre in Folge mit Feeling B.
Hager erfuhr durch Landers darum auch früher von der Trennung als die Band es offiziell machte:

„Paul kam Silvester 1993 zu mir und sagte, er glaubt, Feeling B geht in die Brüche. […] Er gab mir eine Kassette und sagte, hör dir das mal an. So habe ich das erste Mal das Rammstein-Zeugs gehört und das hat mir eigentlich nicht so zugesagt. […] Paul bot an, dass Rammstein Pfingsten 94 als Band bei mir in Steinbrücken spielt […], machte mir den Vorschlag, wenn die Band sowieso da ist, dann könnten sie in Steinbrücken auch den Einlass machen: Till, Scholle (Richard Kruspe), Schneider und Olli, denn sie haben alle keine Kohle.“

Landers verhandelte damals mit Hager das Honorar: Für 800 Mark spielte die neue Band Rammstein ein Konzert und übernahm den von Hager geschilderten Einlassposten.

### Neuanfang mit Rammstein
Rammstein-Mitglied war Landers bereits früh im Jahr 1994 geworden, nach offizieller Darstellung der Band gehörte er schon am Tag der Gründung am 1. Januar dazu. Sein Eintritt in die Band ging aber nicht widerspruchslos vonstatten. Sein alter Feeling-B-(Gast-)Kollege Christoph Schneider – eines von vier Gründungsmitgliedern des Bandprojekts Tempelprayers, aus dem letztlich Rammstein hervorging – war anfangs dagegen, dass Landers Teil der neuen Gruppe würde. Schneider hatte bei Feeling B im Jahr 1993 wegen der unprofessionellen Spielweise – das Markenzeichen von Feeling B – entnervt hingeworfen und wollte mit den Mitgliedern nichts mehr zu tun haben. Besonders Landers hatte er als anstrengend empfunden und kritisierte ihn dafür. Schneider beugte sich schließlich, da sich zwei der anderen drei Gründungsmitglieder der Tempelprayers – einerseits Leadgitarrist Richard Kruspe, aber im Besonderen Sänger Till Lindemann, die Landers beide schon seit den Achtzigerjahren und von der gemeinsamen Arbeit bei First Arsch kannten – für die Aufnahme des Musikers aussprachen. Landers wurde fünftes Mitglied und wirkt seitdem als Rhythmusgitarrist mit.
Auch an der Umbenennung der Band war Landers beteiligt. Er, Flake und Schneider werden offiziell als Urheber des Namens Rammstein geführt. Sie hatten noch zu Feeling-B-Zeiten über Bandnamen sinniert und waren auf den Namen Rammstein Flugschau gekommen, der sich recht schnell auf Rammstein verkürzte – eine Idee, die den Bandmitgliedern nach heftigen kritischen öffentlichen Tönen eher unangenehm war. Nachdem die Band in den ersten Jahren sogar den Zusammenhang mit der Flugkatastrophe von Ramstein bestritten hatte, gab Landers zum Thema später ein Statement ab, das den Zusammenhang nicht nur einräumte, sondern auch den offensichtlichen Schreibfehler begründete.

### Rolle bei Rammstein
Landers ist in musikalischer Hinsicht zweiter Gitarrist neben Richard Kruspe. Darüber hinaus geben Aussagen seiner Bandkollegen in Interviews Hinweis darauf, dass er einigen Einfluss auf musikalische/textliche Inhalte und Bühnenshow-Elemente nahm bzw. nimmt. Till Lindemann zufolge übernahm Landers in der Frühphase der Band viele Arbeiten im Tonstudio; er war unter anderem für Arrangements zuständig und unterstützte Lindemann beim Texten und Einsingen.
Der erste Flammenwerfer, den die Band benutzte, war Landers zufolge eine von Feeling B übernommene Idee. Zudem war es Landers, der sich bei ersten, eher schlecht besuchten Rammstein-Konzerten in den leeren Publikumsraum schlich und dort Benzin vergoss, welches Lindemann später von der Bühne aus anzündete.
In einem Interview mit der FAZ sagte Rammstein-Keyboarder Flake 2009 – von einer Reporterin seinerzeit nach den hervorstechendsten Eigenschaften einzelner Bandmitglieder befragt – über Landers:

„Paul ist eigentlich unser Haupt-Ärger-Verantwortlicher. Wenn wir zögern, sagt er: ‚aber gerade‘. Und er ist wie ein guter Kutscher. Wenn der Schlendrian einzieht, wenn die Zügel zu schleifen beginnen, kann Paul strikt nachziehen und die Truppe zusammenhalten.“

Darüber hinaus betätigt sich Landers von Zeit zu Zeit auch als Produzent und Regisseur von Making-of-Videos zu den Albumproduktionen der Band. So war er für die Making-of-Filme zu Reise Reise und Liebe ist für alle da hauptverantwortlich, die die Band neben weiteren Dokumentationen den Konzert-DVDs Völkerball und Rammstein in Amerika beifügte.
2003 zeichnete er gemeinsam mit Rammstein-Schlagzeuger Schneider für den Sauerkraut Remix des Marilyn-Manson-Songs mOBSCENE verantwortlich.
2019 sagte Production Designer Leroy Bennett der UK-Ausgabe des Metal Hammer, Landers sei in puncto Bühnenshow die „leading creative person“ der Band. Er bringe für das Bühnenbild Modelle und Zeichnungen ein, die „oft der Physik trotzen“.

### Tribut für Aljoscha Rompe
Am 19. Dezember 2000 kehrte Landers noch einmal zu seinen Fun-Punk-Wurzeln im Stil von Feeling B zurück. Anlass war ein Gedenkkonzert für Sänger Aljoscha Rompe, der drei Wochen zuvor im Berliner Ortsteil Prenzlauer Berg in seinem Wohnmobil an einem Asthmaanfall gestorben war. Landers trat in der Kulturbrauerei Berlin zusammen mit Flake und Schneider auf – aber nicht als Feeling B. Diese Band – mit dem Zusatz „Neu“ – hatte es in den Endneunzigern durch eine Initiative Rompes mit zwei neuen Musikern kurzzeitig wieder gegeben; diese spielten an dem Abend unter diesem Namen.
Stattdessen spielten Landers, Lorenz und Schneider an diesem Abend unter dem Namen Die Magdalene Keibel Combo. Dieser Formation hatten alle drei irgendwann einmal angehört. Rompe zu Ehren spielten Landers, Flake und Schneider die Feeling-B-Lieder Artig, Tschaka und Kim Wilde sowie den Magdalene-Keibel-Combo-Song John (später Basis für den Song Herzeleid). Landers übernahm wie immer die Gitarrenparts.

## Instrumente
Seine erste E-Gitarre kaufte sich Paul Landers in der neunten Klasse. Es handelte sich um eine Gitarre mit dem Namen Iris vom tschechoslowakischen Gitarrenhersteller Jolana. Diese modifizierte er, indem er nach eigener Aussage den Hals absägte. Diese Verfahrensweise behielt er mindestens bis Anfang der 2000er-Jahre bei.
Da Landers anfangs kein Geld für einen professionellen Verstärker besaß, nutzte er sein Technikverständnis und bastelte sich nach eigenen Angaben unter anderem aus Wäscheklammern, Telefon-Hörkapseln, einem Hochtöner und einem „Lausitz“-Uhrenradio vom VEB Kombinat Robotron ein Verzerrer-Provisorium, das er in Kissen einhüllte. Er baute auch an Trickverzerrern herum. Einige Zeit später konnte er sich einen Verstärker namens Regent 300K der Marke Vermona leisten.
In den Neunzigerjahren spielte er zunächst hauptsächlich auf Gitarren von Music Man, besaß aber damals auch schon eine Les Paul des amerikanischen Herstellers Gibson. 2006 ließ er sich von ESP eine Eclipse-Gitarre modifizieren. Dieses Modell ging unter dem Namen ESP Eclipse I CTM PL Paul Landers Signature Model in Serie, ist jedoch keine offizielle Signature-Gitarre.
Im März 2012 wurde er von Gibson mit seiner eigenen Les-Paul-Signature geehrt. Er war der erste deutsche Musiker, der von dem amerikanischen Hersteller in dieser Form gewürdigt wurde. Seitdem benötigt er nach eigenen Angaben nur noch diese Gitarre.
Gelegentlich – unter anderem beim Stück Los vom Album Reise, Reise und beim Stück Wilder Wein – benutzt er eine Akustikgitarre. Dann spielt er ein Instrument des japanischen Herstellers Takamine.

## Sonstiges
Paul Landers besaß noch Ende der 1990er Jahre weder Fernseher noch Schallplatten und CDs oder ein entsprechendes Abspielgerät. In einem Interview mit dem Magazin Rock Hard im Juni 2004 berichtete er schließlich, er habe sich während der Vorproduktion zum Album Reise Reise einen mp3-Player gekauft und alle bisherigen Rammstein-Alben draufgeladen.
Sein Bandkollege Christian „Flake“ Lorenz berichtet, Landers habe seine Gitarre zu Feeling-B-Zeiten jahrelang anstelle eines Gitarrenkoffers in Plastiktüten verpackt. Im Abspann zum DEFA-Film flüstern & SCHREIEN – Ein Rockreport aus dem Jahr 1988 ist dies zu sehen, während Landers mit der so eingewickelten Gitarre in der Hand eine Straße hinuntergeht.